# Murdock MacQuarrie
Pour les articles homonymes, voir MacQuarrie.
Murdock MacQuarrie (San Francisco en Californie, 25 août 1878 – Los Angeles aux États-Unis), 22 août 1942), est un acteur, réalisateur et scénariste américain.
Il a trois frères acteurs, dont George MacQuarrie (1873-1951). 

#### Années 1910

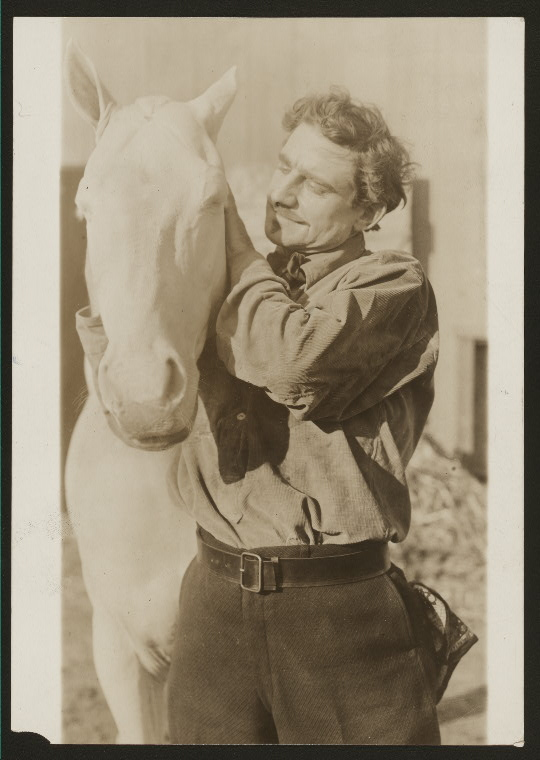
Dans The Prayer of a Horse (1915)

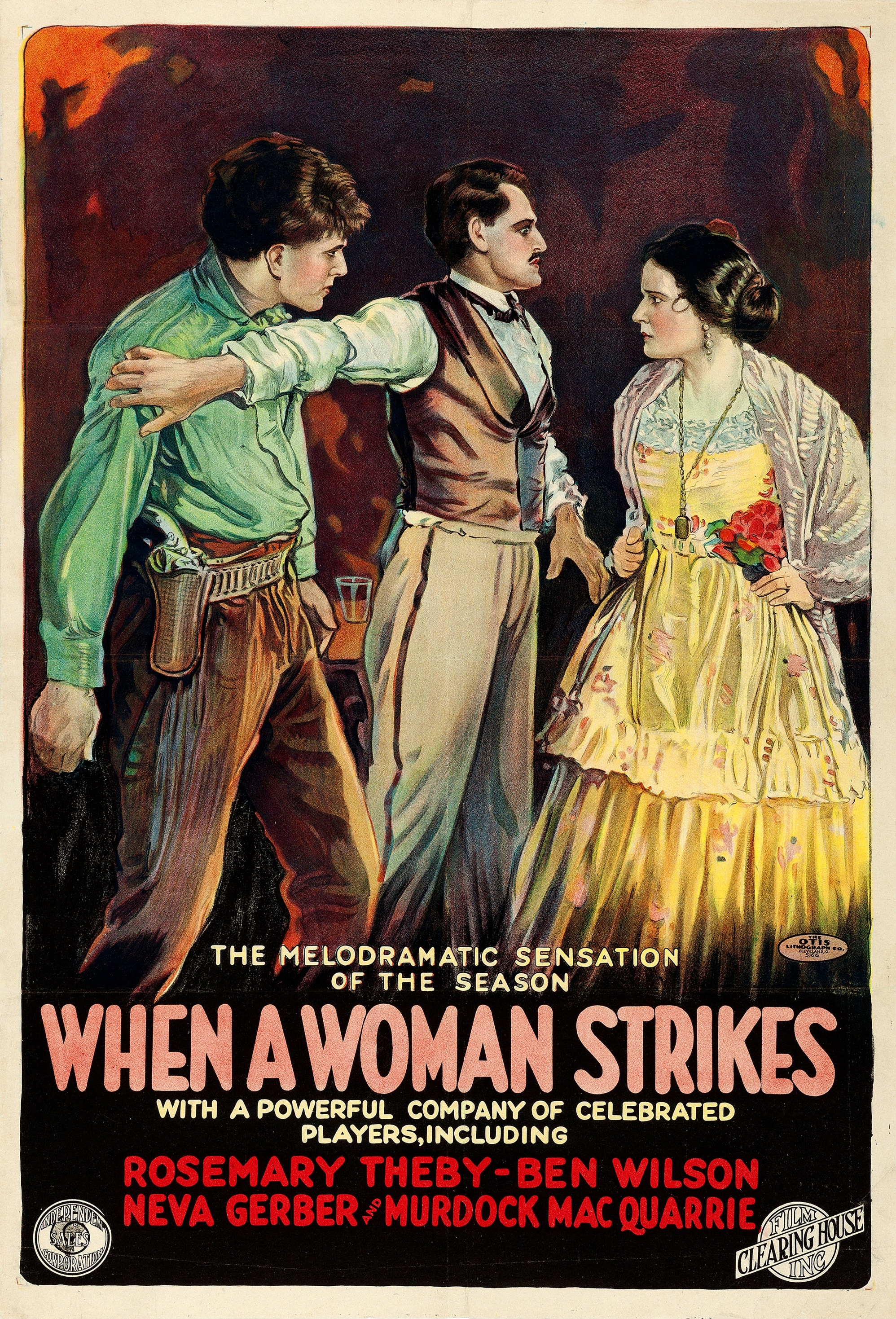
Affiche de When a Woman Strikes (1919)

## Filmographie

### En tant qu'acteur

#### Années 1920

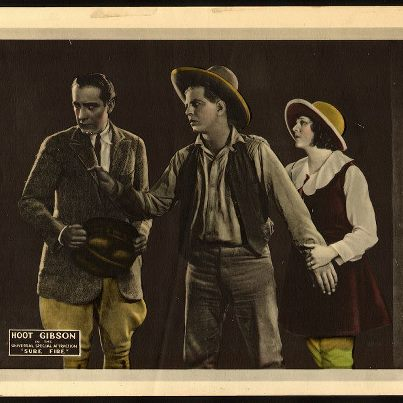
Dans Sure Fire (1921)

- 1920 : La Horde d'argent (The Silver Horde) : Richard Jones
- 1921 : Sure Fire, de John Ford : Major Parker
- 1921 : Cheated Hearts de Hobart Henley : Ibrahim
- 1922 : The Unfoldment : Mayor of Avenue A
- 1922 : The Hidden Woman : Iron MacLoid
- 1922 : If I Were Queen : Duc de Wortz
- 1923 : Canyon of the Fools : Sproul
- 1923 : Cendres de vengeance (Ashes of Vengeance) de Frank Lloyd : Carlotte
- 1924 : Son œuvre (The Only Woman): Le capitaine du yacht
- 1925 : Gentleman Roughneck
- 1926 : The High Hand, de Leo D. Maloney : Martin Shaler
- 1926 : Going the Limit de Chester Withey : Simson Windsor
- 1926 : Hair Trigger Baxter : Joe Craddock
- 1926 : The Jazz Girl : Henry Wade
- 1927 : The Long Loop on the Pecos
- 1927 : The Man from Hard Pan : Henry Hardy
- 1927 : Black Jack : Holbrook
- 1928 : The Apache Raider (en) : Don Felix Beinal
- 1929 : The Forty-Five Caliber War : Mark Blodgett

#### Années 1930
- 1930 : Captain of the Guard (en) de John Stuart Robertson : Pierre
- 1930 : Pardon My Gun (en) de Robert De Lacey : Éleveur
- 1931 : Command Performance : Blondel
- 1931 : Docteur Karlov (Drums of Jeopardy) de George B. Seitz : Stephen
- 1931 : Le Damné (Hell Bound)
- 1931 : Le Défilé du Diable : Markham, éleveur
- 1931 : Law of the Rio Grande : Joueur au saloon
- 1931 : Le Tueur de l'Arizona (Arizona Terror) de Phil Rosen : Joe Moore
- 1931 : Sundown Trail : Exécuteur testamentaire
- 1931 : Near the Trail's End : Dan Cather
- 1931 : Lariats and Sixshooters : Citadin
- 1931 : The Devil Plays : Majordome
- 1931 : The Wide Open Spaces
- 1931 : Docteur Jekyll et Mr. Hyde (Dr. Jekyll and Mr. Hyde), de Rouben Mamoulian : Médecin contestataire dans la foule
- 1932 : One Man Law : Ed Grimm, ( en tant que Murdock McQuarrie)
- 1932 : Forty-Five Calibre Echo : Vieil homme au saloon
- 1932 : Texas Cyclone : Spectateur au tribunal
- 1932 : The Saddle Buster (en) de Fred Allen : Doc
- 1932 : Border Devils : Citadin
- 1932 : Rule 'Em and Weep
- 1932 : Daring Danger (en) de D. Ross Lederman : « Pa » Norris
- 1932 : Duke le rebelle (Ride Him, Cowboy) : médecin
- 1932 : Fighting for Justice (en) : Shérif
- 1932 : Two Lips and Juleps; or, Southern Love and Northern Exposure
- 1932 : Wild Girl : Jess Larabee
- 1932 : Gambling Sex : Thompson
- 1932 : The Penal Code : Lefty
- 1933 : Stolen by Gypsies or Beer and Bicycles : Shérif
- 1933 : Phantom Thunderbolt : Citadin
- 1933 : Son of the Border : Citadin
- 1933 : The Lone Avenger : Citadin
- 1933 : The Fighting Texans : Higgins
- 1933 : Easy Millions
- 1933 : Cross Fire : Shérif Jim Wells
- 1933 : Girl Trouble : Citadin
- 1933 : Scandales romains (Roman Scandals) de Frank Tuttle (réalisateur) : Sénateur Fool
- 1934 : Potluck Pards de Bernard B. Ray : « Pop » Hennessey
- 1934 : Border Guns : Barfly
- 1934 : La Maison des Rothschild (The House of Rothschild), d'Alfred L. Werker : Homme au Stock Exchange
- 1934 : Romance Revier : Banquier William Carter
- 1934 : Fighting to Live : Juré
- 1934 : Randy le solitaire (Randy Rides Alone) d'Harry L. Fraser : Victime du meurtre
- 1934 : Smoking Guns : Citadin
- 1934 : Les Jambes au cou (Going Bye-Bye!) de Charley Rogers : Foreman, juré
- 1934 : Fighting Hero : Procureur
- 1934 : The Tonto Kid : « Pop » Slawson
- 1934 : The Man from Hell (en) de Lewis D. Collins : Shérif Jake Klein
- 1934 : Le Démon noir (en) (Law of the Wild) de B. Reeves Eason et Armand Schaefer : Citadin
- 1934 : Un rude cow-boy (The Dude Ranger) d'Edward F. Cline : Docteur
- 1934 : The Return of Chandu, de Ray Taylor : La voix d'Ubasti [Chs. 4-12]
- 1934 : Terror of the Plains : Cole Forman
- 1934 : When Lightning Strikes de Burton L. King et Harry Revier
- 1934 : Le Grand Barnum (The Mighty Barnum) de Walter Lang : Mari à la table
- 1935 : Clive of India : L'homme qui ricane
- 1935 : North of Arizona : Marshal Herron
- 1935 : Outlaw Rule : Coroner Williamson
- 1935 : Les Misérables, de Richard Boleslawski : Fauchelevant
- 1935 : Stone of Silver Creek : George J. Mason
- 1935 : Gun Smoke : Joueur de cartes
- 1935 : Silent Valley (en) de Bernard B. Ray : Elmer Barnes (éleveur)
- 1935 : The Laramie Kid : Dad Bland
- 1935 : Outlawed Guns : Banquier Honeycutt
- 1935 : Bons pour le service (Bonnie Scotland) de James W. Horne : Agent de recrutement
- 1935 : Diamond Jim d'A. Edward Sutherland : Stockbroker
- 1935 : L'Ange des ténèbres (The Dark Angel), de Sidney Franklin : Serveur à l'auberge
- 1935 : La Frontière impitoyable (The New Frontier) de Carl Pierson : Tom Lewis
- 1935 : Nevada : Watson
- 1935 : Lawless Riders (en) de Spencer Gordon Bennet : Citadin
- 1935 : Sunset of Power (en) de Ray Taylor : Docteur
- 1935 : The Shadow of Silk Lennox : Haskell, l'avocat de Skill
- 1936 : I'll Name the Murderer (en) de Bernard B. Ray : Témoin du naufrage
- 1936 : Les Temps modernes (Modern Times), de Charlie Chaplin : J. Widdecombe Billows
- 1936 : Je n'ai pas tué Lincoln (The Prisoner of Shark Island), de John Ford : Edman Spangler
- 1936 : Pinto Rustlers : Ed Walton
- 1936 : La Chevauchée solitaire (The Lonely Trail) de Joseph Kane : Éleveur
- 1936 : Furie (Fury), de Fritz Lang : Ami de Dawson
- 1936 : La Ville fantôme (Winds of the Wasteland) de Mack V. Wright : Citadin
- 1936 : Shakedown (en) de David Selman (en) : Préposé
- 1936 : Prison Shadows : Fan du combat
- 1936 : The Idaho Kid : Citadin
- 1936 : Santa Fe Bound : Dad Bates
- 1936 : Oh, Susanna!, de Joseph Kane : Sage City Townsman
- 1936 : Ride 'Em Cowboy : Spectateur de la course
- 1936 : Cavalry (en) : Citadin
- 1936 : Song of the Gringo (en) de John P. McCarthy : Citadin
- 1936 : Roarin' Lead (en) de Sam Newfield et Mack V. Wright : Sims
- 1936 : The Old Corral (en) de Joseph Kane : Citadin
- 1936 : Stormy Trails : Shérif
- 1936 : Ennemis publics (Great Guy) de John G. Blystone : Mr. Marvin (un client)
- 1937 : Hittin' the Trail (en) : Citadin
- 1937 : Venus Makes Trouble : L'homme au visage amer
- 1937 : On demande une étoile (Pick a Star) d'Edward Sedgwick : Undertaker
- 1937 : The Fighting Texan : Jim Perkins
- 1937 : Flying Fists : Health Camp Man
- 1937 : Slaves in Bondage d'Elmer Clifton : Joueur
- 1937 : On Such a Night (en) d'Ewald André Dupont : Juré Vasalia
- 1937 : Stars Over Arizona : Citadin
- 1937 : Zorro Rides Again, de William Witney et John English : Jones (veilleur de nuit) [Ch. 10]
- 1938 : The Jury's Secret : Victime d'inondation
- 1938 : The Purple Vigilantes (en) de George Sherman : Juré
- 1938 : The Lone Ranger : Matt Clark [Ch. 6]
- 1938 : Cattle Raiders : Juré
- 1938 : The Rangers' Round-Up (en) de Sam Newfield : Citadin
- 1938 : Western Trails (en) : Chef de station
- 1938 : Blocus : Marin
- 1938 : Guilty Trails (en) de George Waggner : Juge Howard
- 1938 : Prairie Justice (en) de George Waggner : Stage Line Agent
- 1938 : Santa Fe Stampede : Citadin
- 1938 : Ghost Town Riders (en) de George Waggner : Percpteur Harry Branson
- 1938 : Tom Sawyer, Detective : Membre du groupe
- 1939 : The Phantom Stage (en) de George Waggner : John (stagiaire)
- 1939 : Stand Up and Fight : Ingénieur
- 1939 : Disbarred :Premier jury Foreman
- 1939 : Arizona Legion (en) de David Howard : Invité à la party
- 1939 : Smoky Trails (en) de Bernard B. Ray : Will Archer
- 1939 : Wolf Call : Mineur
- 1939 : They All Come Out : Gardien
- 1939 : Colorado Sunset de George Sherman : Le laitier
- 1939 : Mutiny on the Blackhawk : Bill, un colon
- 1939 : Un jour au cirque (At the Circus), d'Edward Buzzell : Préposé
- 1939 : La Tour de Londres (Tower of London), de Rowland V. Lee : Conseiller
- 1939 : Cowboys from Texas : Congressman
- 1939 : Death Rides the Range : Shérif

#### Années 1940
- 1940 : Le Fantôme du cirque (The Shadow) de James W. Horne : Richards, Rand's Butler [Chs. 2-3]
- 1940 : La Maison aux sept pignons (The House of the Seven Gables) de Joe May : Town Gossip
- 1940 : The Showdown (en) d'Howard Bretherton : Zeke
- 1940 : An Angel from Texas : Lone Star Townsman
- 1940 : Pinto Canyon : Rancher Barnes
- 1940 : The Captain Is a Lady (en) de Robert B. Sinclair : Seaman
- 1940 : Those Were the Days! : First Citizen
- 1940 : Boys of the City : Man on Sidewalk Watching Fight
- 1940 : Deadwood Dick (en) de James W. Horne : Jasper Kenyon [Chs. 11-13]
- 1940 : Brigham Young : Rôle indéterminé
- 1940 : La Main de la momie (The Mummy's Hand), de Christy Cabanne : Prêtre au Temple
- 1940 : Frontier Vengeance : Citadin
- 1940 : The Wildcat of Tucson (en) : Docteur
- 1941 : The Return of Daniel Boone (en) : Télégraphiste
- 1941 : Paper Bullets : 1re huissier
- 1941 : They Meet Again : Juré
- 1941 : Arizona Bound (en) de Spencer Gordon Bennet : Zeke
- 1941 : The Richest Man in Town (en) de Charles Barton : Postier
- 1941 : Man from Montana : Joel Preston
- 1942 : La Femme de l'année (Woman of the Year), de George Stevens : Head Copy Reader
- 1942 : Ghost Town Law : Juge Crail
- 1942 :  Le Voleur de cadavres (The Corpse Vanishes) de Wallace Fox : Le Ministre
- 1942 : Tombstone: The Town Too Tough to Die (en) de William C. McGann : Townsman
- 1942 : Jackass Mail : Hickory Jake
- 1942 : Timber
- 1942 : The Omaha Trail : Oxen Owner
- 1942 : La Féline (Cat People), de Jacques Tourneur : Sheep caretaker
- 1942 : Les Mille et Une Nuits (Arabian Nights) : Bidder
- 1943 : Dr. Terror's House of Horrors : The High Priest (segment The Panther Men of Zuma)
- 1943 : Wolves of the Range (en) de Sam Newfield : Stock footage townsman
- 1943 : Silver City Raiders (en) : Homme de la rue

### En tant que scénariste
- 1915 : The $50,000 Jewel Theft